# Rentea
Rentea penzijní společnost, a.s. je jednou z devíti českých penzijních společností. Bankovní licenci, udělenou Českou národní bankou, získala 5. listopadu 2020. Licence na jednotlivé účastnické fondy byla schválena 27. května 2021. Veřejnosti se Rentea otevřela 21. 6. 2021. Po dvou měsících od veřejného spuštění dosáhla zákonem stanovené podmínky minimálního počtu účastníků, což je deset tisíc klientů.
Marketingový slogan společnosti je „Budoucnost si volíme teď“. Právní forma společnosti je akciová společnost. 
Ředitelem společnosti je Martin Švec.

## Objem spravovaných peněžních prostředků a klientská báze
Podle veřejně dostupných dat Asociace penzijních společností z konce 1. čtvrtletí 2024 společnost spravovala fondy více než 78 tisíc klientů v celkovém objemu 6,9 mld. Kč.

## Produkty
Rentea nabízí doplňkové penzijní spoření. Má pod svou správou tři účastnické fondy:
- Povinný konzervativní fond,
- dluhopisový fond,
- akciový fond.

Pro správu dluhopisového a akciového fondu využívá nástroje společnosti BlackRock.

## Členství v důležitých organizacích
Rentea je členem Asociace penzijních společností .

## Kapitál
Základní kapitál společnosti činí 50 milionů korun českých. Společnost vydala 500 000 kusů kmenových akcií na jméno s jmenovitou hodnotou 100 Kč.

## Vlastnická struktura
Rentea je součástí finanční skupiny Partners Financial Services, za kterou stojí hlavně Petr Borkovec a Radim Lukeš. Společnost vlastní prostřednictvím dvou firem: 
- Partners HoldCo, a.s. 50,01%,
- Partners PenIn, a.s. 49,99%.[10]